# Johannes Berggreen
Johannes Albrecht August Berggreen (født 19. februar 1878 i Skødstrup, død 9. maj 1963 i Hornbæk) var en dansk forsikringsdirektør.

## Karriere
Han var søn af malermester, senere bogholder, Heinrich Carl August Berggreen (1843-1905) og hustru Laura Mathilde Frederiksen (1833-1905).
Efter Premier eksamen fra Roskilde Katedralskole i 1895, fik han sin uddannelse i det engelske selskab Palatines kontor for Skandinavien og var fuldmægtig i samme til 1907. I 1907 var han medstifter af Danske Grundejeres Brandforsikring for fast Ejendom og Løsøre og var selskabets administrerende direktør fra 1907 til 1957, derefter kommitteret direktør og formand i selskabet fra 1957 til 1963. Han var stifter af Det gensidige Forsikringsselskab Samvirke, medlem af dets direktion til 1928, derefter af dets bestyrelse; i bestyrelsen for Forsikringsakts. Palnatoke og Forsikringsakts. Gefion; direktør i og formand for bestyrelsen for Forsikringsakts. Bergia (Bergia er det latinske navn for Berggreen) fra 1956 til 1959.

## Tillidshverv
Berggreen stiftede et forsikringsbibliotek i 1906, som senere blev spiren til Forsikringsforeningens bibliotek, som han også var medstifter af i 1915 og i dets bestyrelse; medlem af det af Justitsministeriet nedsatte brandforsikringsudvalg 1911-17; formand for Bygningsbrandforsikringsnævnet 1936-39, derefter medlem af forretningsudvalget, næstformand i nævnet 1949-55; i repræsentantskabet for Københavns almindelige Boligselskab; medlem af Assurandør-Societetets komité 1936-44, af Dansk Brandværns-Komité og af sammes brandtekniske udvalg; i forretningsudvalget for Fællesrepræsentationen for danske gensidige Forsikringsselskaber 1936-44; medlem af Kongelig Dansk Automobil Klub 1937-63 (første bil i 1905); formand for Bygningsbrandforsikringsforeningen 1943-45, derefter medlem af bestyrelsen; medlem af forvaltningsnævnene for Krigsforsikringen af Bygninger i København, for Krigsforsikringen for bymæssige Bebyggelser i Landkommuner, for Krigsforsikringen af Landbrugets Løsøre og for Krigsforsikringen af Landbrugsjord til 1959.
Desuden var han også medlem af adskillige kunstforeninger blandt andet Foreningen af Kunstvenner, og havde i sommeren 1928 kunstmaleren Karl Larsen (1897-1977) logerende i gartnerboligen. 
Berggreen blev gift første gang 8. juni 1914 med Sofie Larsen (død 1920) og anden gang 26. juni 1926 med Tove Gunhild Schou (27. juni 1901 - 30. maj 1987), datter af gårdejer Jørgen Vilhelm Schou (død 1912) og hustru Karen Emilie Vilhelmine født Bagger (død 1941), efterkommer af guvernør Gabriel Milan (1631-1689). Berggreen afslår at blive dekoreret. Ukendtes gravsted, Hornbæk Kirkegård.  